# Drachkov
Drachkov (en allemand : Drachkow) est une commune du district de Strakonice, dans la région de Bohême-du-Sud, en République tchèque. Sa population s'élevait à 192 habitants en 2020.

## Géographie
Drachkov se trouve à 6 km à l'ouest-sud-ouest du centre de Strakonice, à 56 km au nord-ouest de České Budějovice et à 103 km au sud-ouest de Prague.
La commune est limitée par Pracejovice au nord et au nord-est, par Sousedovice au sud-est, par Skočice et Pivkovice au sud, et par Kraselov au sud et à l'ouest.

## Histoire
La première mention écrite du village date de 1319.